# Філіпов Костянтин Анатолійович
Костянти́н Анато́лійович Філі́пов (нар. бл. 1991) — український військовослужбовець, полковник Збройних сил України, учасник російсько-української війни. Лицар ордена Богдана Хмельницького II та III ступенів. Командир Окремої президентської бригади імені гетьмана Богдана Хмельницького.

## Життєпис
Народився близько 1991 року. У 2013 році після закінчення Національної академії сухопутних військ імені гетьмана Петра Сагайдачного був призначеним командиром взводу 72-ї окремої механізованої бригади.
У боях проти проросійських бойових формувань узяв участь уперше в травні 2014 року, його підрозділ брав участь у звільненні міста Маріуполь. Наприкінці того ж року лейтенанта Філіпова призначено командиром механізованої роти 30-ї окремої механізованої бригади. Роту передали до складу батальйонної тактичної групи, що діяла в районі Дебальцева.
У січні 2015 року рота Філіпова мала завдання контролювати транспортну розв'язку на трасі М 30 між Вуглегірськом та Дебальцевим поблизу селища Савелівка, для прикриття шахти «Булавинська», яку обороняли підрозділи 128-ї окремої гірсько-штурмової бригади. Під час однієї з вилазок 6 лютого розвідувальний загін під командуванням Костянтина Філіпова потрапив в оточення, проте завдяки вдалим діям командира зайняв оборону та з допомогою підрозділу під командуванням капітана Сергія Онушка знищив понад 40 солдатів противника, бойову машину піхоти та 2 вантажівки «Урал», повернувшись без втрат. За ці дії лейтенант Філіпов нагороджений відзнакою Міністра оборони України «За військову доблесть».
Станом на лютий 2022 року майор Костянтин Філіпов перебував на посаді командира 2-го гірсько-штурмового батальйону 128-ї окремої гірсько-штурмової Закарпатської бригади. Після початку російського вторгнення 24 лютого батальйон перекинули під Оріхів у Запорізькій області, де зупинили наступ російської армії. Наприкінці 2022 року Філіпова призначили заступником командира 24-ї окремої механізованої бригади. Бригада брала участь в обороні Бахмута, а Філіпов відвідував передові позиції ще в травні 2023 року.
З січня 2024 полковник Костянтин Філіпов очолив Окрему президентську бригаду імені гетьмана Богдана Хмельницького.

## Нагороди

### Державні
- орден Богдана Хмельницького II ступеня (7 квітня 2022) — за особисту мужність і самовіддані дії, виявлені у захисті державного суверенітету та територіальної цілісності України, вірність військовій присязі[3];
- орден Богдана Хмельницького III ступеня (3 грудня 2021) — за особисті заслуги у зміцненні обороноздатності Української держави, мужність і самовіддані дії, виявлені у захисті державного суверенітету та територіальної цілісності України, зразкове виконання військового обов'язку[4];
- відзнака Міністра оборони України «За військову доблесть»[1].

### Громадські
- Орден Архистратига Михаїла Православної церкви України (8 жовтня 2024) — «за сміливість, жертовність і любов до рідної землі» за висловом мітрополіта Епіфанія[5].